# Crush du Colorado
Stade
Le Crush du Colorado (en anglais : Colorado Crush) est une franchise américaine de football américain en salle évoluant dans l'Arena Football League depuis 2003. Basés à Denver (Colorado), le Crush joue au Pepsi Center, enceinte de 17 210 places inaugurée en 1999.